# Blyth Shipbuilding Company
La Blyth Shipbuilding & Dry Docks Company Ltd. fu una società di cantieristica navale situata a Blyth, nel Northumberland, nel Regno Unito.

## Storia

### Gli inizi
La costruzione di navi iniziò sulla sponda sud del fiume Blyth nel 1811. Negli anni 40 del XIX secolo il cantiere fu comprato da Beaumont e Drummond. Nel 1863 il cantiere fu rilevato da Hodgson e Soulsby che riparavano e costruivano piccole navi ia vela in legno. Nel 1880 furono costruite le prime due navi in ferro, per conto del governo russo.

### Fondazione della società
Il 2 marzo 1883 la Blyth Shipbuilding & Dry Docks Company Ltd. fu registrata come una società a responsabilità limitata. Costruì navi da carico e carboniere. La quinta nave costruita fu per la compagnia armatoriale Stephens and Mawson di Newcastle. Daniel Stephens divenne poi membro del consiglio e presidente della società.

### Prima guerra mondiale
Nel 1914 una nave da carico in costruzione fu comprata dall'Ammiragliato e convertita nella prima portaerei, la Ark Royal. Durante la guerra completò nove tra cargo e carboniere, insieme a 10 mezzi da sbarco X-lighter e sei avvisi per la Royal Navy. Tra questi il dragamine classe Arabis HMS Verbena, le navi scorta classe Aubrietia HMS Aubrietia e HMS Gaillardia, la nave scorta classe Anchusa HMS Ivy e le dragamine di flotta classe 24 HMS Merry Hampton e HMS Ormonde.

### Crisi del dopoguerra e chiusura
Nel dopo guerra la compagnia tornò al mercato civile costruendo piroscafie carboniere, però, dopo la morte di Daniel Stephens il 19 marzo 1925 e il collasso del mercato dei trasporti, il cantiere fu chiuso. Nel novembre 1926 Robert Stanley Dalgleish, un armatore di Newcastle, comprò il cantiere e gli cambiò il nome in Cowpen Dry Docks and Shipbuilding Company. Il cantiere fu in seguito unito alla Ritson's Shipbuilding and Engineering Company. Dopo aver completato un certo numero di navi, il cantiere chiuse di nuovo nel 1930.

### Riapertura e seconda guerra mondiale
A metà del 1937 il cantiere riaprì col suo nume originale. Durante la seconda guerra mondiale costruì cinque fregate classe River e due classe Bay, sette corvette classe Castle e due classe Flower e 10 dragamine classe Bangor. La nave cargo tedesca Hannover fu convertita nella portaerei di scorta Audacity. La resocontazione parlamentare riporta che l'8 dicembre 1943 fu portato all'attenzione del primo lord dell'Ammiragliato che un membro del consiglio del cantiere Blyth e un ufficiale dell'Ammiragliato erano stati incarcerati per aver fraudolentamente alterato il costo di una gara d'appalto di 12000 £ per permettere al cantiere di assicurarsi il contratto.

### Declino e chiusura
Dal 1947 la società fu di proprietà di Mollers Ltd e in quel periodo aveva quattro posti in banchina e cinque bacini di carenaggio. Furono costruite alcune navi cargo a turbine per la sussidiaria di Moller, la Lancashire Shipping Company, e nel 1949 furono costruite 11 petroliere per diverse compagnie. Nel 1954 l'ormeggio principale del cantiere fu allungato di 550 piedi per poter costruire petroliere e portarinfuse ancora più grandi. Nel 1961 furono completati 4 vapori costieri per la Stephenson Clarke, insieme ad un altro per la William Cory and Son.
A causa dei crescenti costi e della diminuzione degli ordini conseguente, dopo aver operato in perdita per cinque anni, il cantiere fu definitivamente chiuso nel 1967. Le riparazioni e la demolizione continuarono ad essere eseguite da diverse compagnie sul sito ma alla fine le banchine furono demolite per fare posto a un'area di stoccaggio di carta e legno del porto di Blyth.